# Comté de Wells (Indiana)
Pour les articles homonymes, voir Comté de Wells et Wells.
Le comté de Wells  est un comté de l'État de l'Indiana, aux États-Unis. Il comptait 27 600 habitants en 2000. Son siège est Bluffton.